# Кестерт
Кестерт (њем. Kestert) општина је у њемачкој савезној држави Рајна-Палатинат. Једно је од 137 општинских средишта округа Рајн-Лан. Према процјени из 2010. у општини је живјело 686 становника. Посједује регионалну шифру (AGS) 7141072.

## Географски и демографски подаци
Кестерт се налази у савезној држави Рајна-Палатинат у округу Рајн-Лан. Општина се налази на надморској висини од 70 метара. Површина општине износи 6,9 km². У самом мјесту је, према процјени из 2010. године, живјело 686 становника. Просјечна густина становништва износи 99 становника/km².